# منتخب لوكسمبورغ للكورفبال
منتخب لوكسمبورغ للكورفبال هو ممثل لوكسمبورغ الرسمي في المنافسات الدولية في كرة السلة الهولندية
.